# پروپیوفنون
پروپیوفنون (به انگلیسی: Propiophenone) با فرمول شیمیایی C۹H۱۰O یک ترکیب شیمیایی با شناسه پاب‌کم ۷۱۴۸ است. که جرم مولی آن ۱۳۴٫۱۸ g/mol می‌باشد. شکل ظاهری این ترکیب، مایع بی‌رنگ است.